# Уэуэтенанго (департамент)
Уэуэтена́нго (исп. Huehuetenango) — один из 22 департаментов Гватемалы. Расположен в западной высокогорной части страны и граничит с Мексикой на севере и на западе, с Киче на востоке, с Тотоникапаном, Кесальтенанго, и Сан-Маркосом на юге. Административным центром является город Уэуэтенанго.

## Название
Департамент Уэуэтенанго берёт своё название от города с таким же названием, который является столицей департамента. Название же города происходит от названия местных союзников испанских конкистадоров на ацтекском языке. Обычно слово переводят как «место старейшин», однако по другой версии «уэуэтенанго» означает «место деревьев ahuehuete».

## История

### Ранняя история

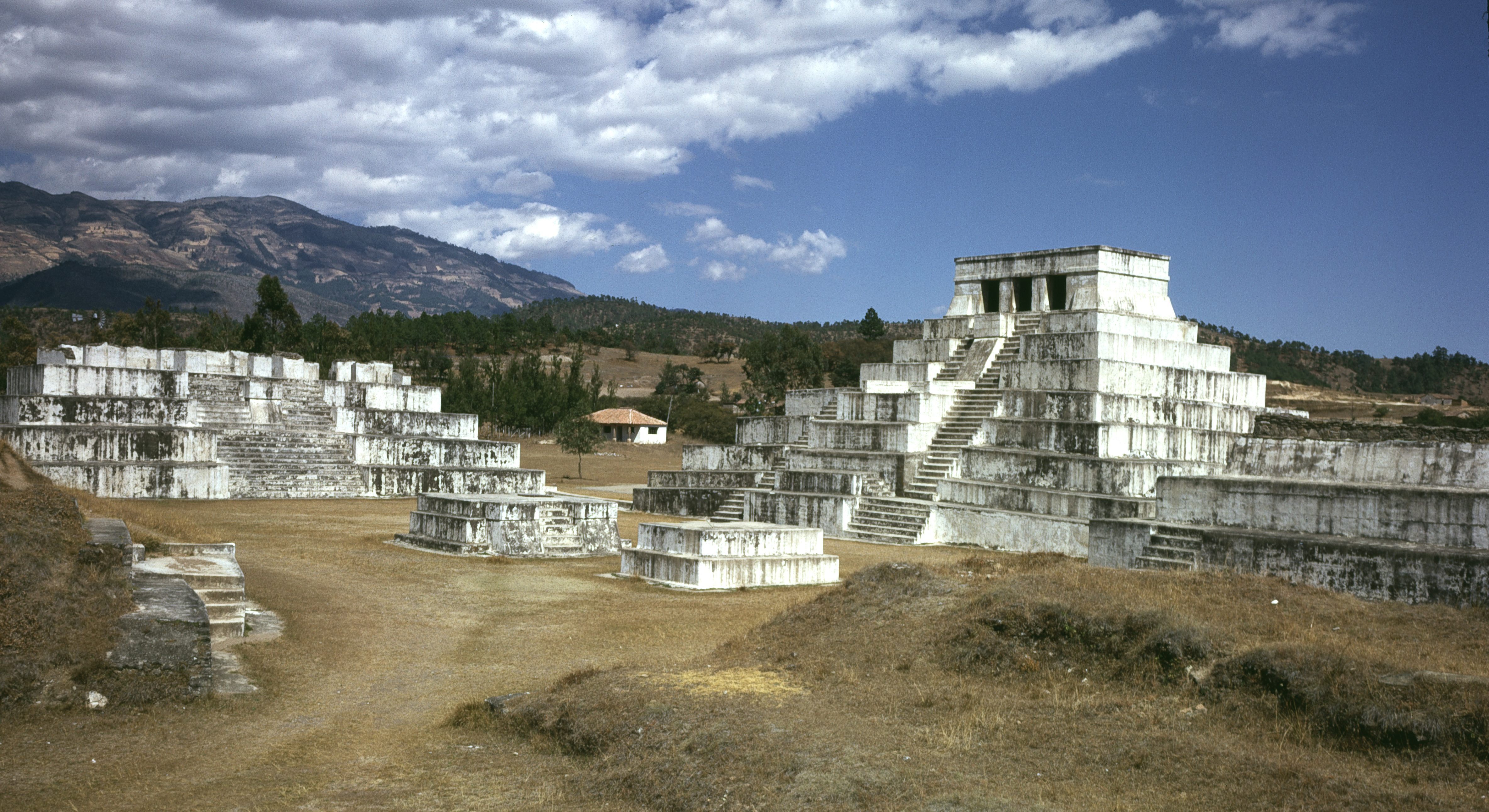
Руины города майя Сакулеу около города Уэуэтенанго

Территория департамента была частью цивилизации майя, по крайней мере в мезоамериканский раннеклассический период. Во время испанского завоевания, город майя Сакулеу привлекал внимание испанцев в этом регионе. Город защищал царь мам Кайбил Балам, в 1525 году он подвергся нападению Гонсало-де-Альварадо, двоюродного брата конкистадора Педро-де-Альварадо. После осады, продолжавшейся несколько месяцев, мам были изморены голодом и Кайбил Балам сдался испанцам.
Спустя четыре года после завоевания Уэуэтенанго, в 1529 г., Сан-Матео-Иштатан, Санта-Евлалия и Хакальтенанго были даны в энкомьенду конкистадору Гонсало-де-Овалье, сподвижнику Педро-де-Альварадо.
2 февраля 1838 года Уэуэтенанго объединилось с Кетсалтенанго, Киче, Реталулеу, Сан-Маркосом и Тотоникапаном в недолговечное центральноамериканское государство Лос-Альтос. Государство было разрушено в 1840 году генералом Рафаэлем Каррера, ставшим президентом Гватемалы.

### История департамента
Департамент Уэуэтенанго был создан президентским указом Винсенте Сандовала от 8 мая 1866 года, хотя различные подобные попытки предпринимались ещё с 1826 года в целях более эффективного управления данной территорией.
К 1883 году в Уэуэтенанго было 248 плантаций кофе, которые производили 7334 центнеров кофе в год.
В 1887 году восстание в Уэуэтенанго было подавлено президентом Мануэлем Барильясом, который приостановил конституционные гарантии департамента и переписал конституцию.

## Население

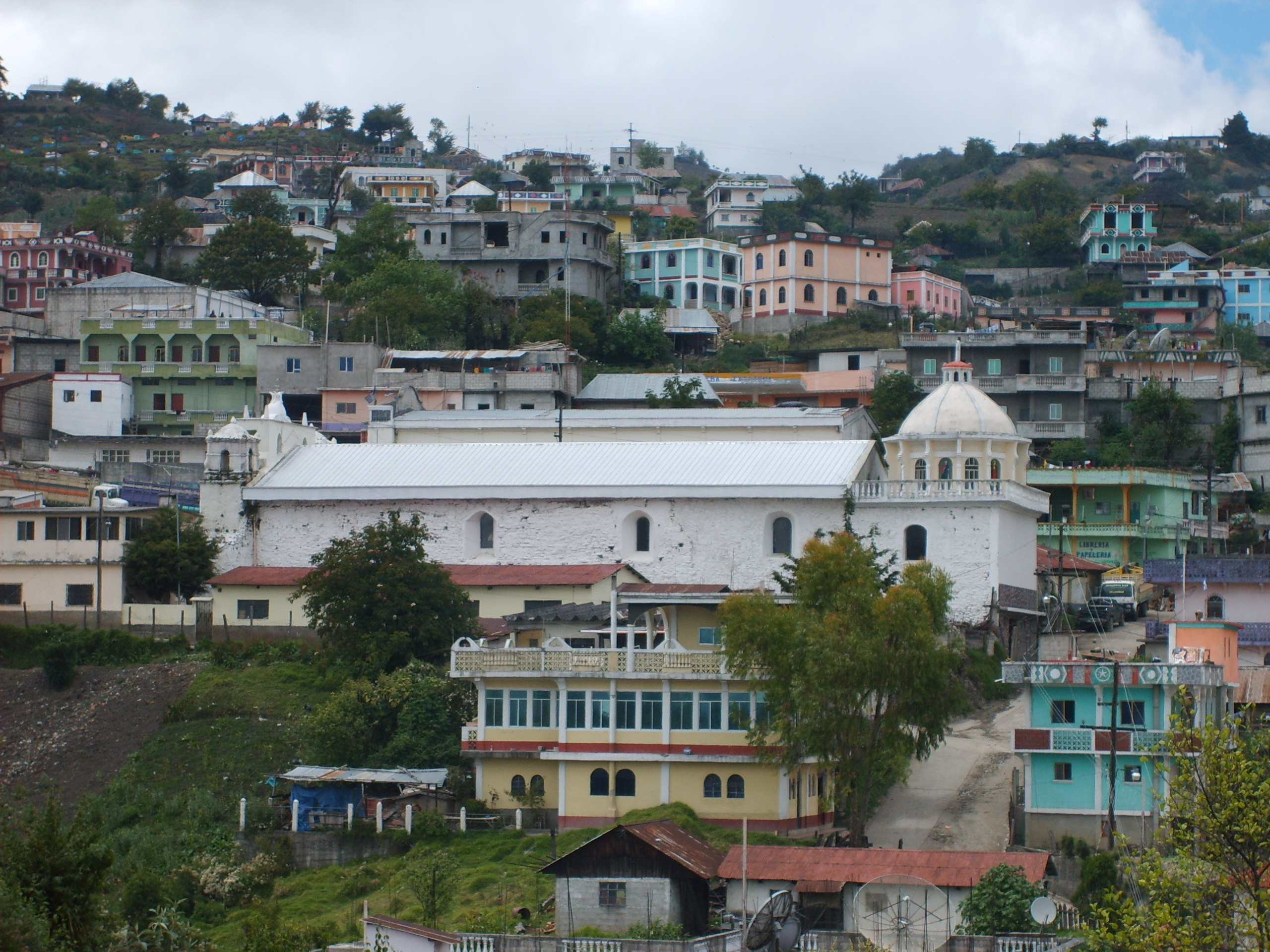
Сан-Матео-Исктатан.

В 2004 году в департаменте проживало 988 855 жителей, к 2008 году эта цифра выросла до 1 056 566, что делает департамент вторым по населению в Гватемале после столичного. Более 70 % населения живёт в бедности, из них 22 % живёт в крайней нищете и не может удовлетворять основные потребности. Большая часть населения (по разным оценкам 64-75 %) относится к коренным народам майя, остальные — испаноязычные латиноамериканцы.
Этнический состав региона один из самых пёстрых в стране. Народ мам в департаменте преобладает, также здесь проживают другие народы майя, например канхобаль, чух, хакальтеки, киче и многие другие. Каждый из этих народов майя говорит на собственном языке.
Латиноамериканцы живут, как правило, в городах и сёлах, таких как Уэуэтенанго, Чиантла, Малакатансито, Либертад, Сан-Антонио-Уиста и Демокрасия, в которых относительно низкий процент коренного населения. В остальной части департамента майя составляют большинство населения, как в городах, так и в деревнях.
В 2008 году 58 % населения департамента было 19 лет и младше.

## Муниципалитеты
В административном отношении департамент подразделяется на 32 муниципалитета:
- Агуакатан
- Чиантла
- Колотенанго
- Консепсион-Уиста
- Куилко
- Уэуэтенанго
- Хакальтенанго
- Демокрасия
- Либертад
- Малакантасито
- Нентон
- Сан-Антонио-Уистра
- Сан-Гаспар-Иксчиль
- Сан-Ильдефонсо-Икстауакан
- Сан-Хуан-Атитан
- Сан-Хуан-Икской
- Сан-Матео-Икстатан
- Сан-Мигель-Акатан
- Сан-Педро-Некта
- Сан-Педро-Солома
- Сан-Рафаэль-Ла-Индепенденсия
- Сан-Рафаэль-Петсал
- Сан-Себастьяна-Коатан
- Сан-Себастьяна-Уэуэтенанго
- Санта-Ана-Уиста
- Санта-Барбара
- Санта-Крус-Барильяс
- Санта-Евлалия
- Сантьяго-Чимальтенанго
- Тектитан
- Тодос-Сантос-Кучуматан
- Унион-Кантиниль

## Экономика

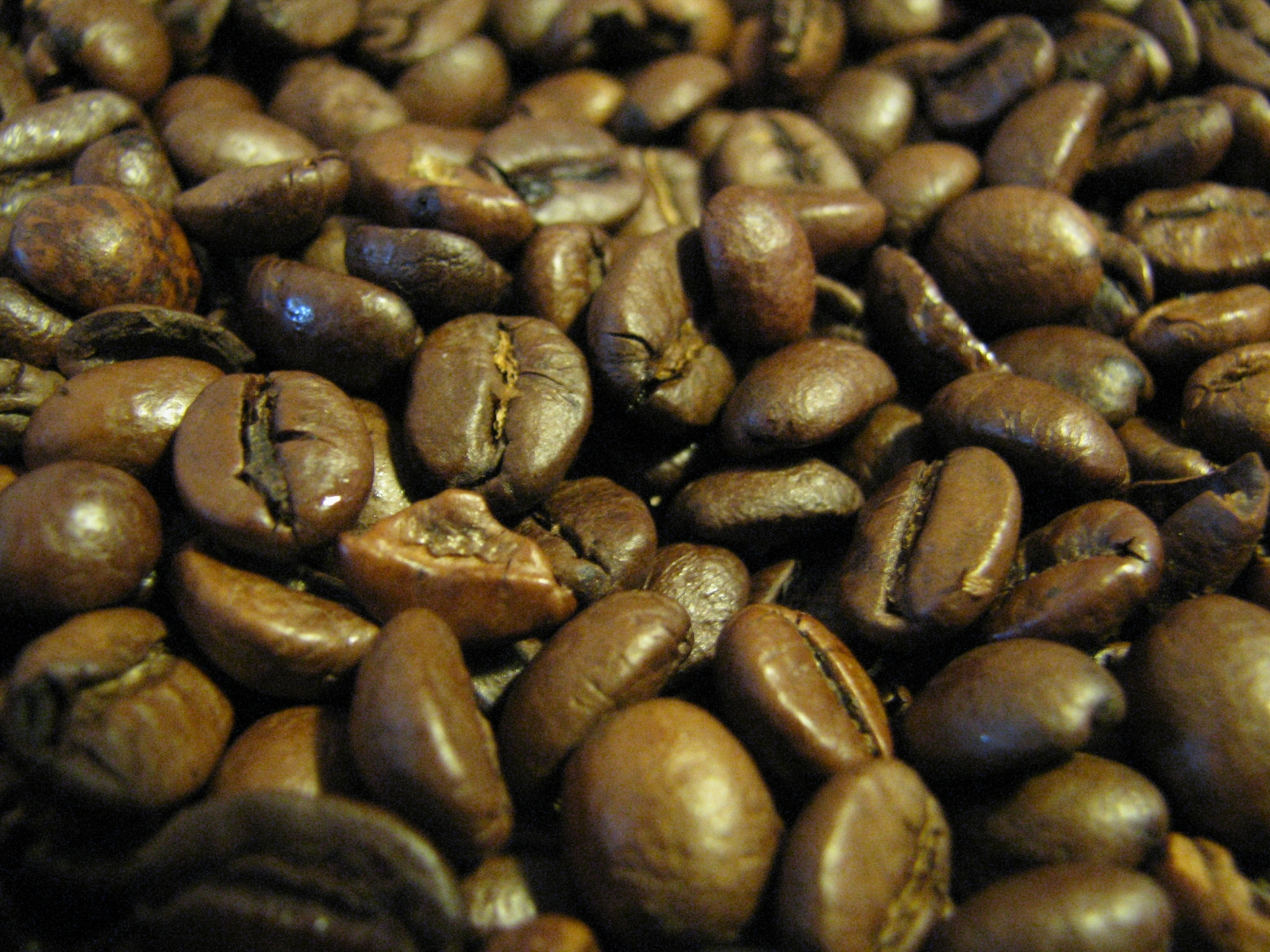
В Уэуэтенанго производят кофе с XIX века

В XVII и XVIII веках, во время испанского колониального периода, основные отрасли промышленности, такие как добыча и производство животноводческой продукции, находились в ведении испанцев. В настоящее время самой важной отраслью экономики департамента является сельское хозяйство, хотя горное дело и малое и ремесленное производства также вносит свой вклад в местную экономику. Кукуруза возделывается на всей территории департамента, без ограничений местными климатическими различиями. Главной культурой нагорной части являются пшеница, картофель, ячмень, люцерна и бобы. На тёплых нижних склонах выращивают кофе, сахарный тростник, табак, чили, маниок, аннато и различные фрукты.
Хотя исторически крупный рогатый скот и лошади имеют важное значение, их поголовье было значительно сокращено в современную эпоху, в настоящее время в животноводстве преобладает разведение овец. В Уэуэтенанго разрабатываются залежи серебра, свинца, цинка и меди. Раньше на этой территории были залежи золота, но сейчас они исчерпаны.
Местное ремесло представлено ткачеством традиционного текстиля майя, хлопковым или шерстяным, в зависимости от местного климата.
В 2008 году самым важным экспортным товаром был кофе.

## Достопримечательности

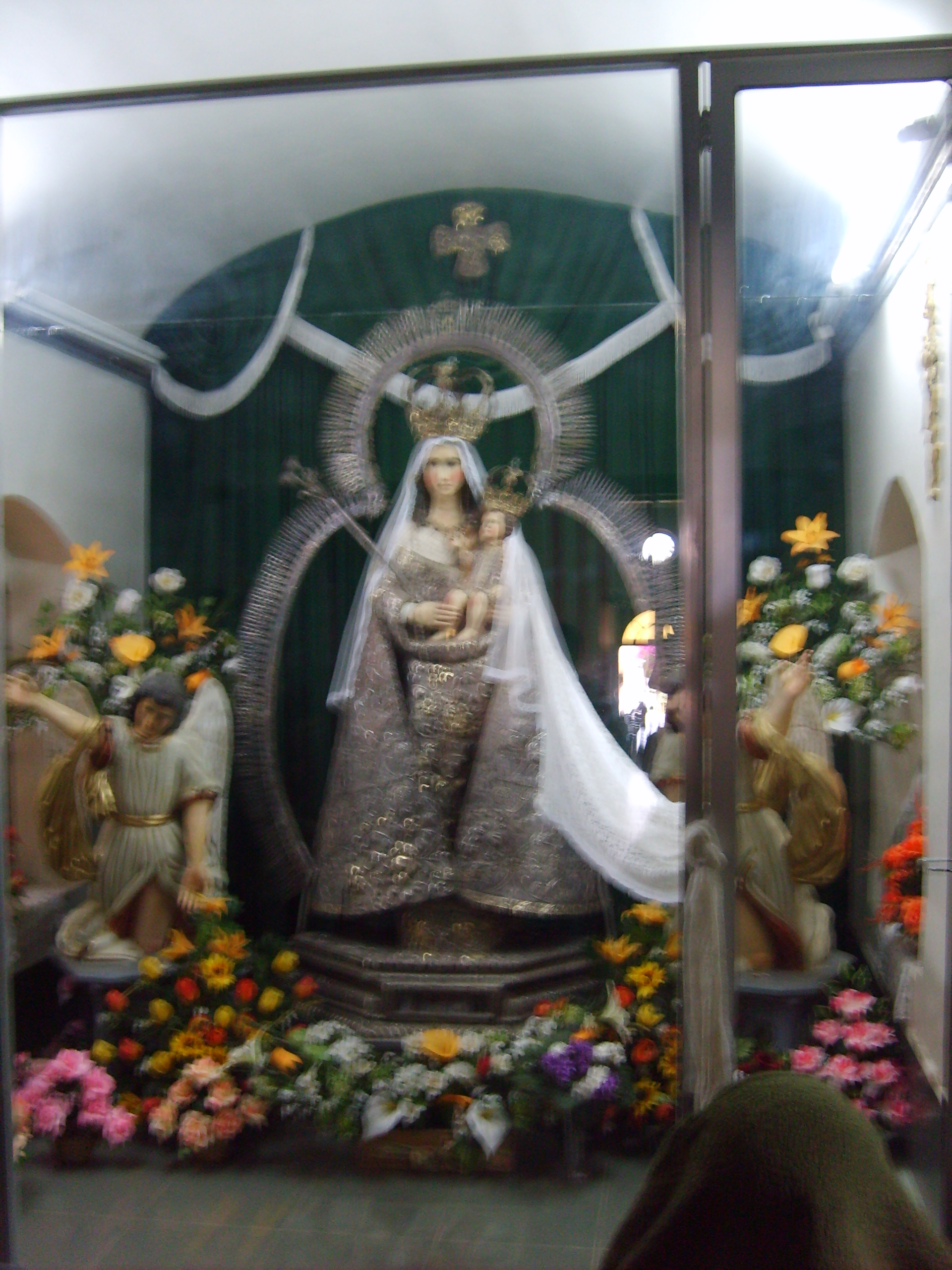
Изображение Богоматери Канделарии

Основными достопримечательностями в департаменте являются исток реки Сан-Хуан и восстановленные руины майя Сакулеу. Город Чиантла является центром паломничества католиков в церковь Богоматери Канделарии.

## Известные люди
Бывший президент Гватемалы Хосе Эфраин Риос Монтт родился в Уэуэтенанго.